# Gersdorff (Adelsgeschlecht)

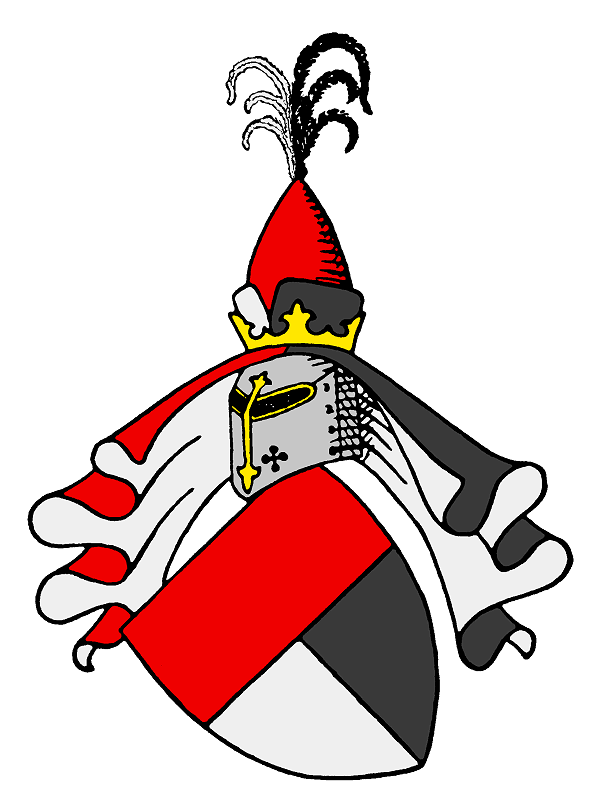
Stammwappen derer von Gersdorff

Gersdorff (auch Gersdorf) ist der Name eines Adelsgeschlechts mit gleichnamigem Stammhaus in Gersdorf in der Oberlausitz. Das Geschlecht zählt zum deutschen Uradel. Einzelne Zweige der Familie von Gersdorff wurden zu Freiherren und Reichsgrafen erhoben.

## Geschichte

### Ursprung, Besitztümer und Verzweigungen
Das Geschlecht derer von Gersdorff wurde zum ersten Mal 1241 urkundlich erwähnt. Die ununterbrochene Stammlinie beginnt mit dem erstmals am 25. April 1301 urkundlich erwähnten Christian von Gersdorff (dominus Christianus aduocatus provincie Gorlicensis dictus de Gerhardisdorff), der mehrfach das Amt des Landvogts der Görlitzer Provinz ausübte. Zugleich werden seine Brüder Jencz und Ramfold als Herren auf Gersdorf und Reichenbach/O.L. genannt.
Im Mittelalter und in der frühen Neuzeit waren die Gersdorffs vor allem in der Oberlausitz und in Sachsen ansässig. Aber auch in der Niederlausitz, in Schlesien und in Böhmen gehörten Gersdorffs zu den Landständen. Angehörige der Familie bekleideten seit dem 14. Jahrhundert in den genannten Ländern ständische Ämter oder sie standen in Diensten verschiedener Fürsten, insbesondere der böhmischen Könige, die von 1319/1329 bis 1635 Landesherren der Ober- und Niederlausitz sowie bis 1742 Schlesiens waren, und der benachbarten Kurfürsten von Sachsen, die anschließend die Landesherrschaft in den Lausitzen übernahmen.
Kein anderes Oberlausitzer Adelsgeschlecht hat sich so stark verzweigt und derart viele Güter erworben, 1544 sollen allein in der Oberlausitz 68 Rittergüter im Besitz der Familie gewesen sein. Es wurde damals, seitens der Sechsstädte selbst, die Behauptung aufgestellt, das Gersdorff’sche Geschlecht besitze „weit mehr Landgüter in der Oberlausitz (…) als alle die Sechsstädte zusammen“. Einen Eindruck von der Mitgliederstärke der Familie bietet die Überlieferung eines im Jahr 1572 in Zittau abgehaltenen Geschlechtstags. Ein in Erinnerung an dieses Ereignis im Jahr 1623 angefertigtes Gedächtnismonument, das einst im Görlitzer Vogtshof seine Aufstellung fand und nur fragmentarisch erhalten ist, berichtet von zweihundert „Manns-Personen“, die sich mit fünfhundert Pferden in der Sechsstadt eingefunden hatten, darunter nur Oberlausitzer Gersdorffs, ohne die böhmischen und schlesischen Vettern.
Seit 1406 war die Herrschaft Baruth in der Oberlausitz im Besitz der Familie. Dazu gehörten Hennersdorf, Berthelsdorf, Kemnitz, Bretnig, Kreckwitz, Rackel, Hauswalde und Buchwalde. 1446 fiel auch der Stammsitz Reichenbach an die Baruther Linie, ging aber 1580 an die Familie von Warnsdorf. 1489 brannte die alte Wasserburg in Baruth ab; danach wurde das große Renaissanceschloss errichtet. Nachdem 1787 Adolf Nicolaus Graf von Gersdorff bei einem Duell starb, fielen weite Teile der Herrschaft an die Familie seiner Schwester Marianne Gräfin zur Lippe-Weißenfeld, die sie bis 1945 besaß. Das Schloss wurde 1949/50 abgerissen.
Der Privatgelehrte Hans von Gersdorff (1630–1692), Herr auf Weicha (nahe Weißenberg), errichtete 1684 in Bautzen die Gersdorff-Weichaische Stiftung mit einer Bibliothek von 5000 Bänden, Atlanten, Karten und einer umfangreichen naturwissenschaftlichen und kunsthistorischen Grafiksammlung. 1680 ließ er in Bautzen das Gersdorffsche Palais erbauen.
1638 gelangte die Herrschaft Meffersdorf in der Oberlausitz an Wigand von Gersdorf, der dort sechs neue Orte für Exulanten aus Böhmen und Schlesien gründete, darunter Neu-Gersdorf und Wigandsthal. Im Dreißigjährigen Krieg flohen Protestanten, die nicht konvertieren wollten, aus den Habsburger Erblanden in die Gebiete des sächsischen Kurfürsten, nachdem dieser durch den Prager Frieden von 1635 die Oberlausitz von den Habsburgern übernommen hatte. Das noch heute stehende Meffersdorfer Barockschloss wurde 1767/68 für Adolf Traugott von Gersdorff errichtet, der auch das Rittergut Niederrengersdorf geerbt hatte. Die Herrschaft Meffersdorf wurde 1823 verkauft.
Seit dem 15. Jahrhundert befand sich Berthelsdorf in der Oberlausitz im Besitz der Gersdorff. Die Witwe des Landvogts der Oberlausitz Nicol von Gersdorff auf Berthelsdorf und Großhennersdorf, Henriette Catharina von Gersdorff, geb. Freiin von Friesen (1648–1726), zog in Großhennersdorf ihren Enkel Graf Nikolaus Ludwig von Zinzendorf auf und bot in ihrem Haus böhmischen Glaubensflüchtlingen Aufnahme. Beide gründeten 1721 in Großhennersdorf ein Waisenhaus und 1724 den Ort Schönbrunn, in den Hunderte von Exulanten strömten. Nach ihrem Tod gründete Zinzendorf in Berthelsdorf 1727 die Herrnhuter Brüdergemeine und erbaute auf der Berthelsdorfer Flur die Siedlung Herrnhut.
1725 erwarb Graf Friedrich Caspar von Gersdorff (1699–1751), seit 1731 Oberamtshauptmann der Oberlausitz, das Rittergut Uhyst und ließ von 1738 bis 1742 das prächtige Neue Schloss Uhyst erbauen, das bis 1795 im Besitz der gräflichen Linie blieb und noch heute existiert. Gersdorff war ein Vetter und Studienfreund des Grafen Nikolaus Ludwig von Zinzendorf und richtete für dessen Herrnhuter Brüdergemeine auf seinem Gut Klix eine sorbische Predigerschule ein. 1743 verlegte er diese in ein neuerbautes Gebäude neben der Kirche in Uhyst, wo in der Folge auch ein Adelspädagogium mit Internat entstand. Friedrich Caspar von Gersdorff renovierte ab 1728 auch das Schloss Spreewiese (damals Groß-Lychnam) bei Klix.
Der Naturforscher Adolf Traugott von Gersdorff-Meffersdorf gründete 1779 gemeinsam mit Karl Gottlob Anton die Oberlausitzische Gesellschaft der Wissenschaften. Der Gutsherr auf Kay in der Neumark, Landrat George Samuel Wilhelm von Gersdorff (1744–1810), wurde zeitweise neumärkischer (Haupt)-Ritterschaftsdirektor des Kur- und Neumärkischen Ritterschaftlichen Kreditinstituts.
Ernst Bruno von Gersdorff (1820–1883) emigrierte 1849 als Forty-Eighter in die USA. Er heiratete in die Bostoner Oberschicht (Boston Brahmins) ein und wurde zum Stammvater des amerikanischen Zweiges der Familie.
1945 befand sich noch ein Rittergut in der Oberlausitz (Alt Seidenberg) im Besitz der Familie. Des Weiteren bis 1945, im Landkreis Beeskow-Storkow südöstlich von Berlin gelegen, der Besitz Kunersdorf bei Pfaffendorf, vormals Cunersdorf.

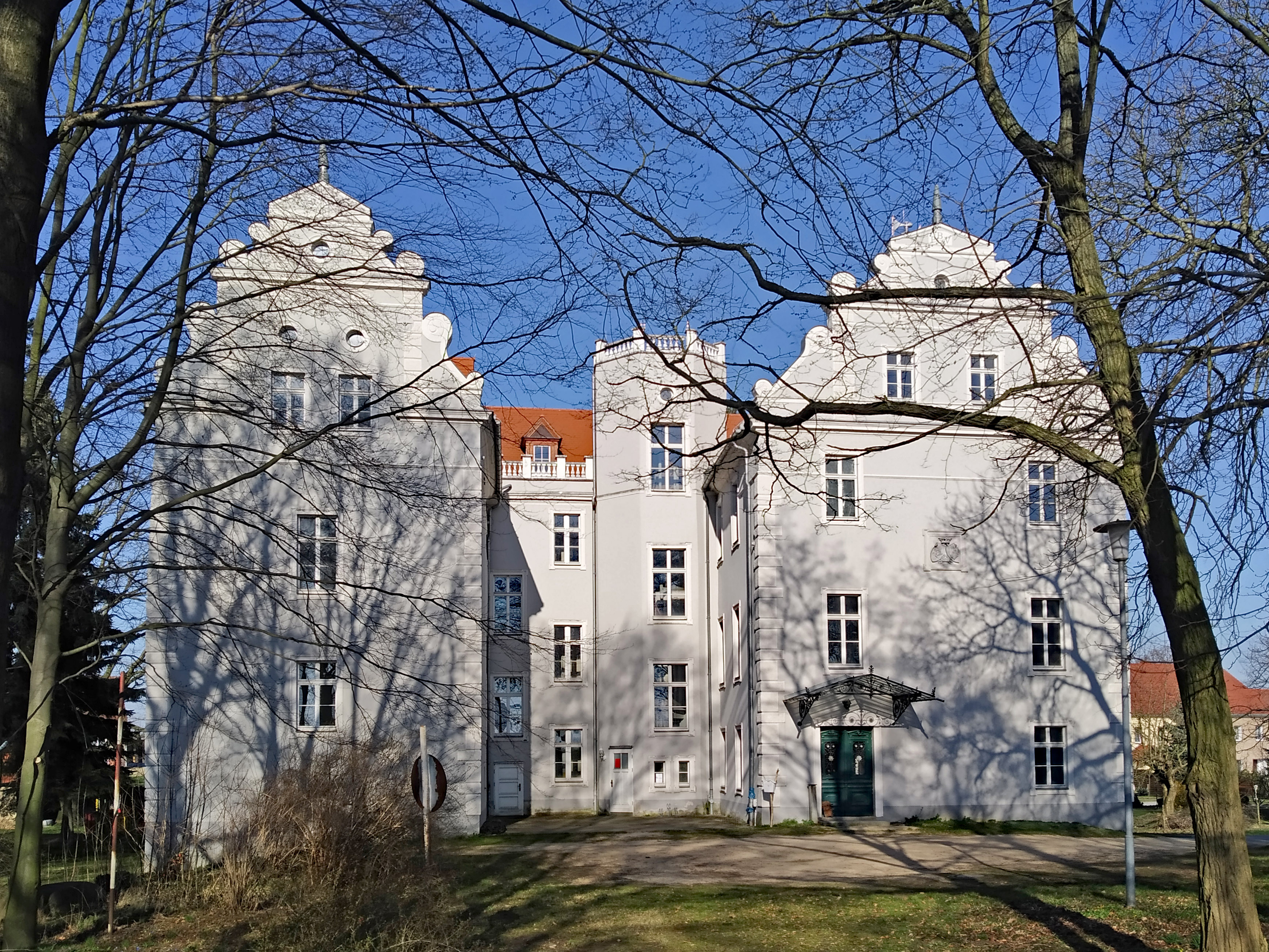
Schloss Gersdorf, Oberlausitz
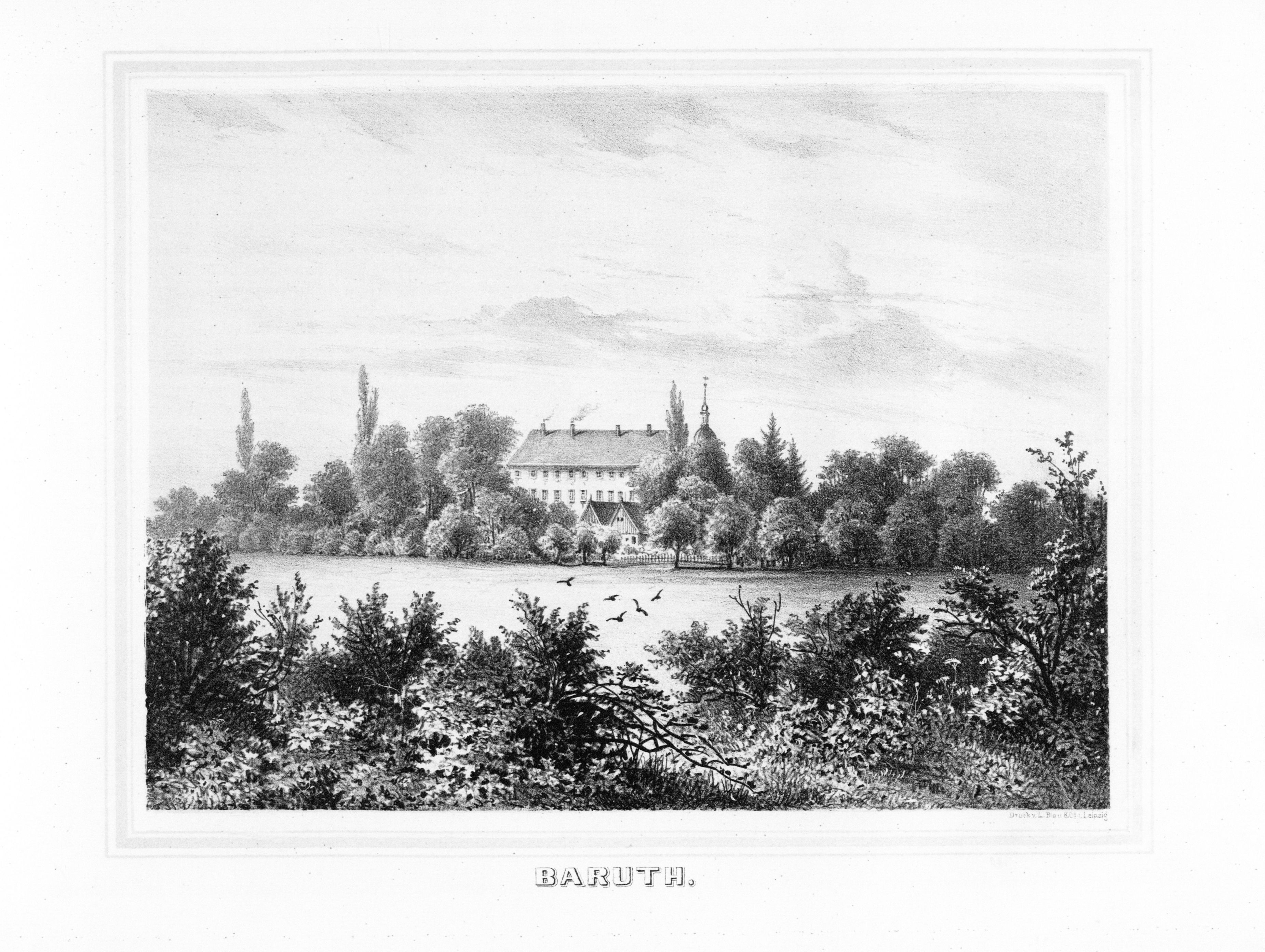
Schloss Baruth, Oberlausitz
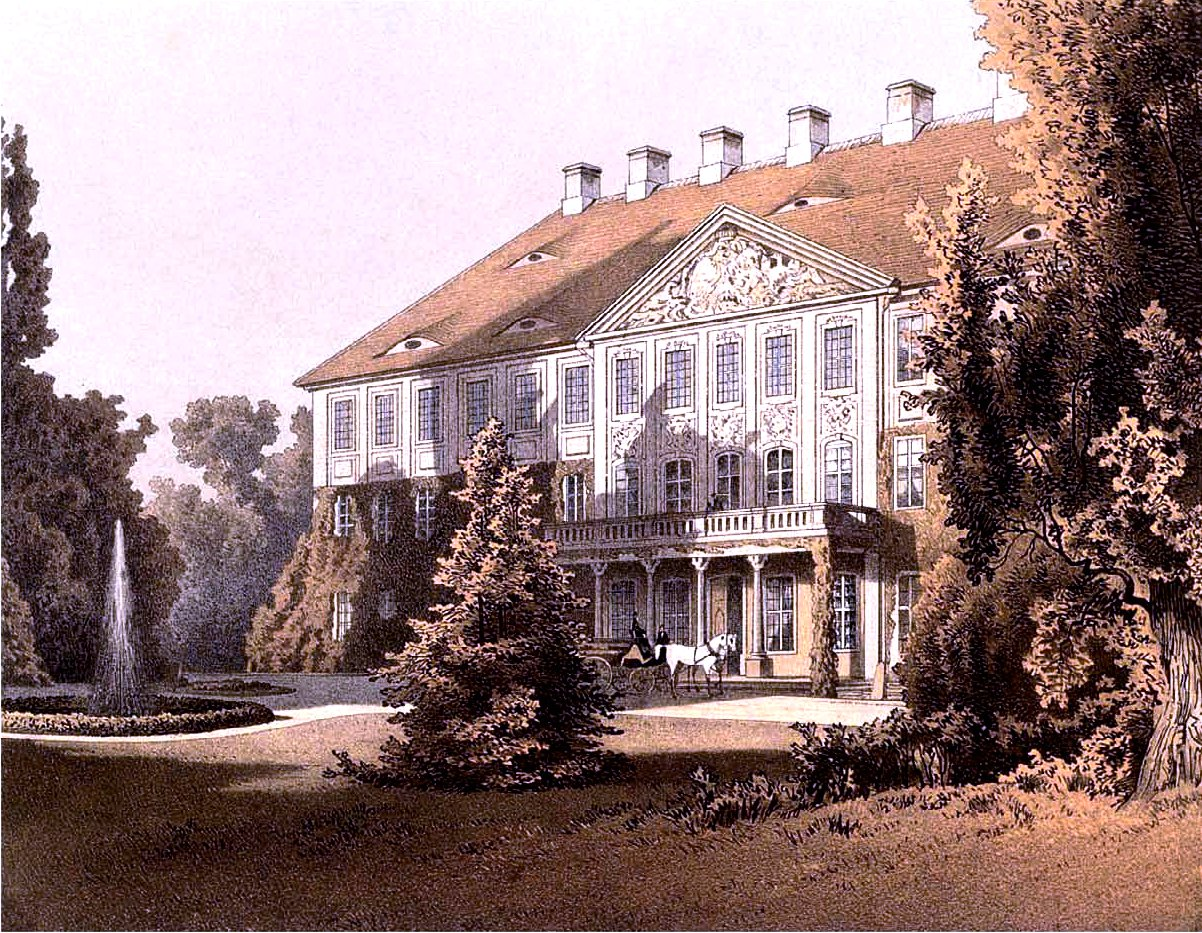
Neues Schloss Uhyst, 1738 bis 1742 von Friedrich Caspar Graf von Gersdorff erbaut
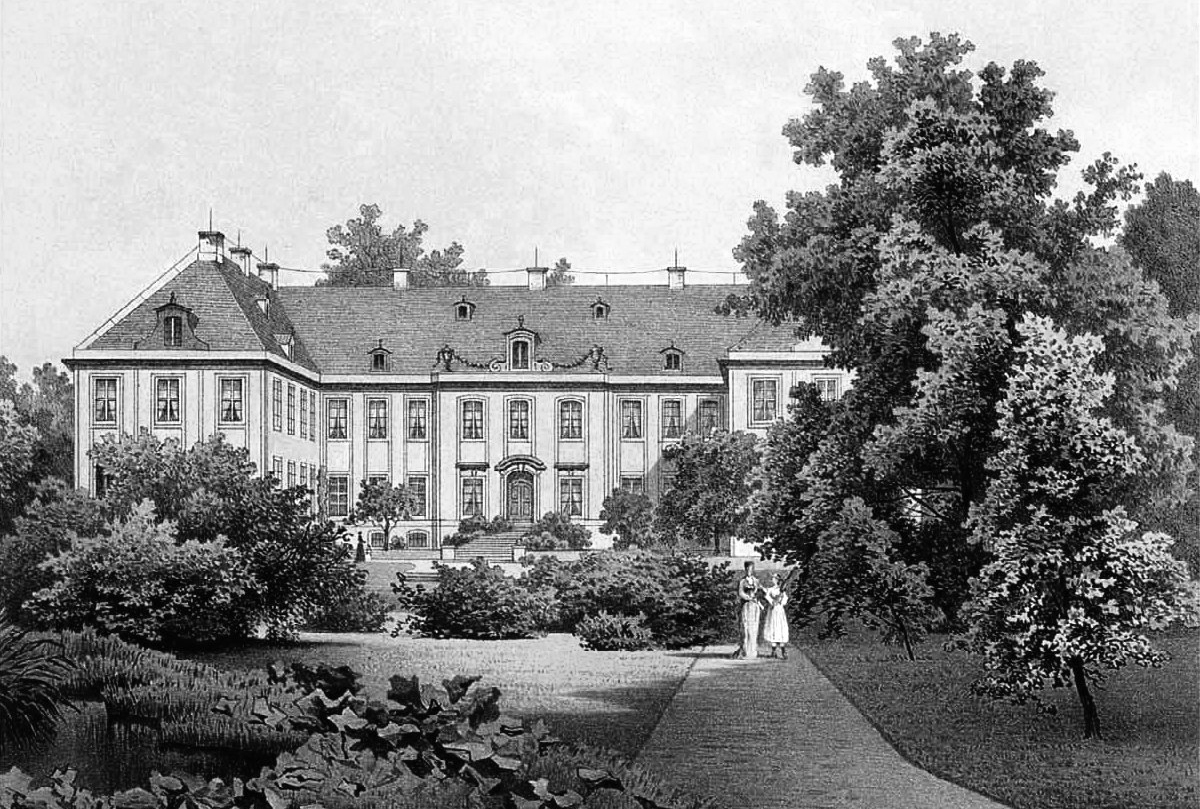
Schloss Meffersdorf, 1767/68 von Adolf Traugott von Gersdorff errichtet
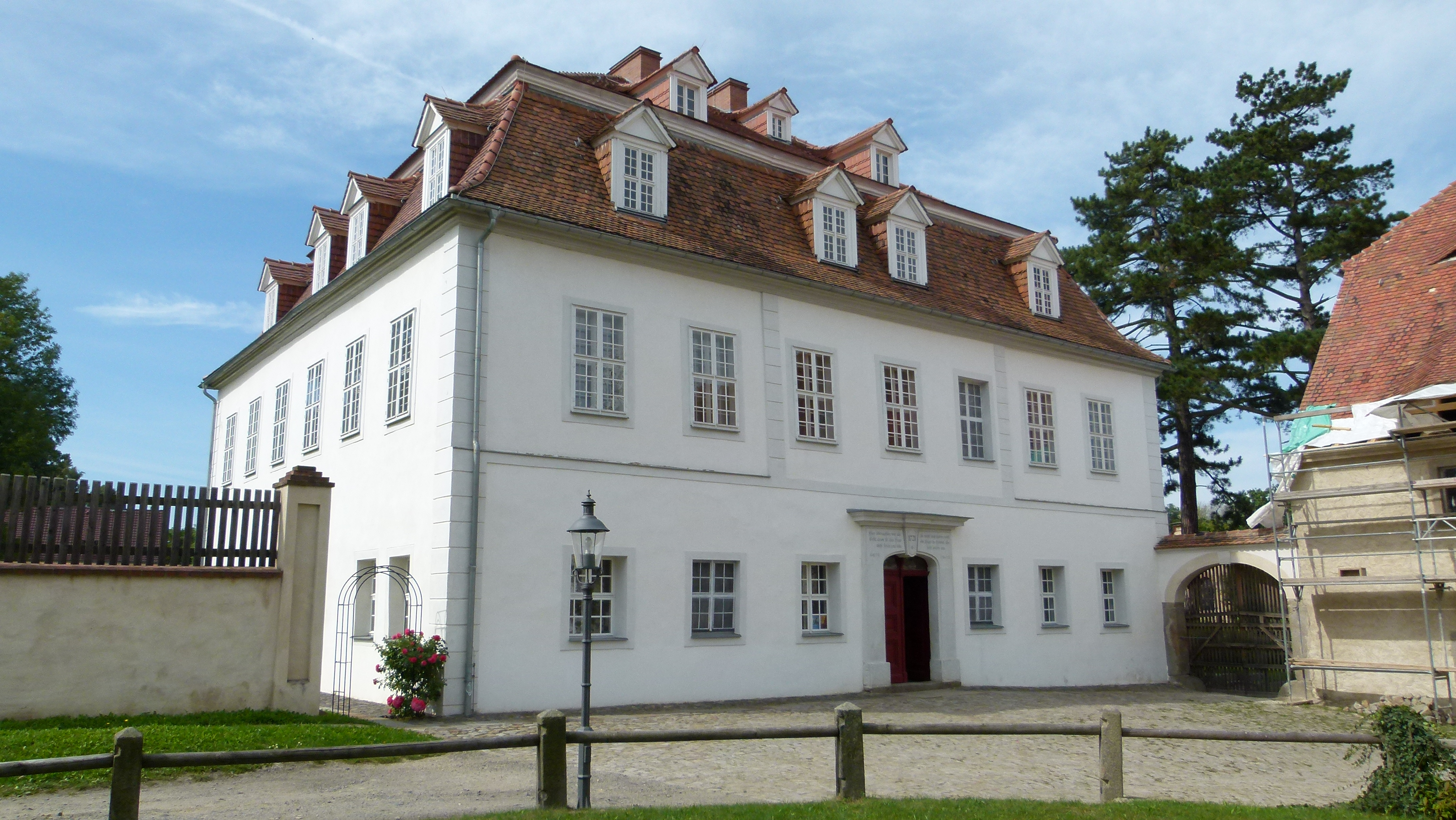
Schloss Berthelsdorf, Oberlausitz
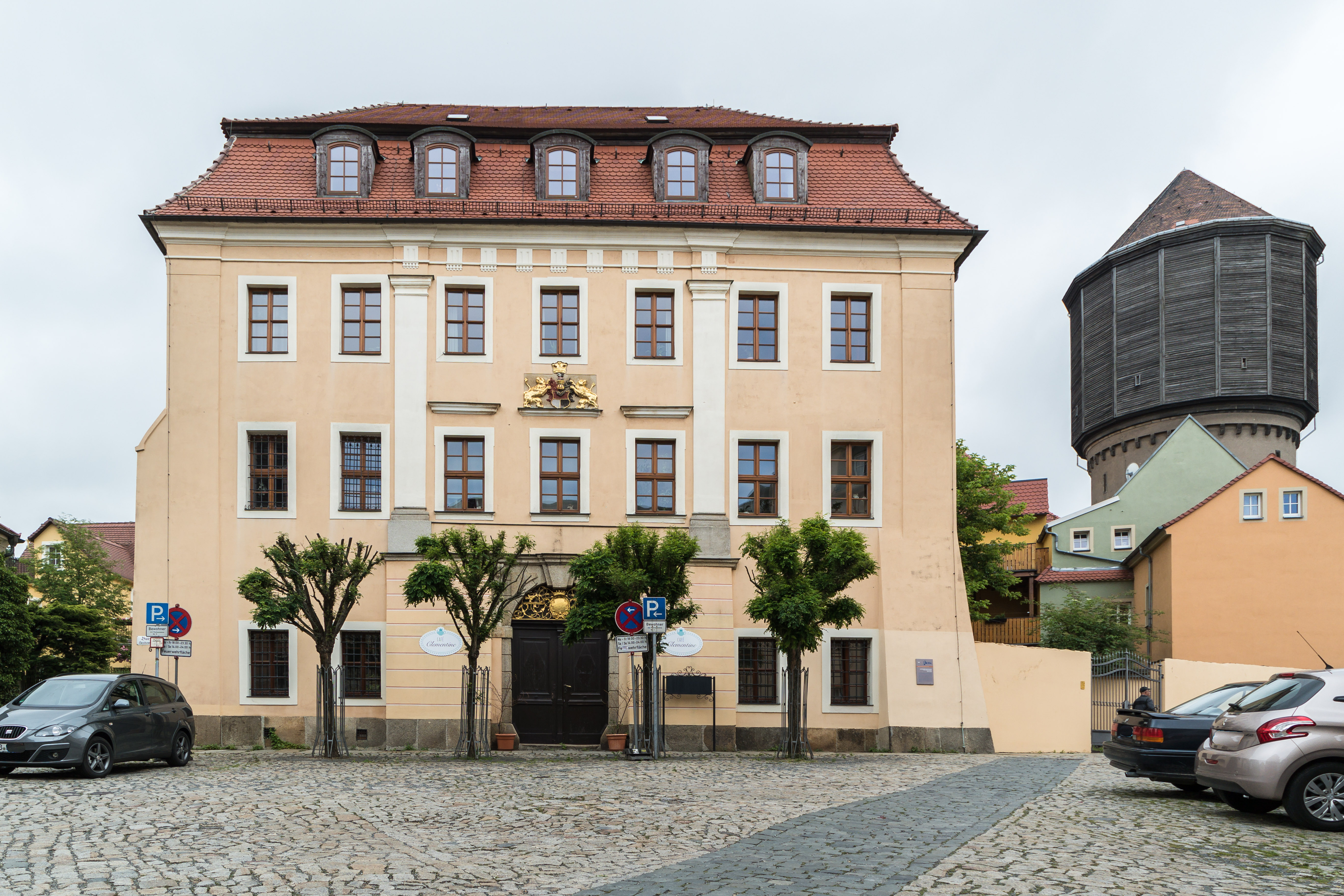
Gersdorffsches Palais, Bautzen (Burgplatz 6)
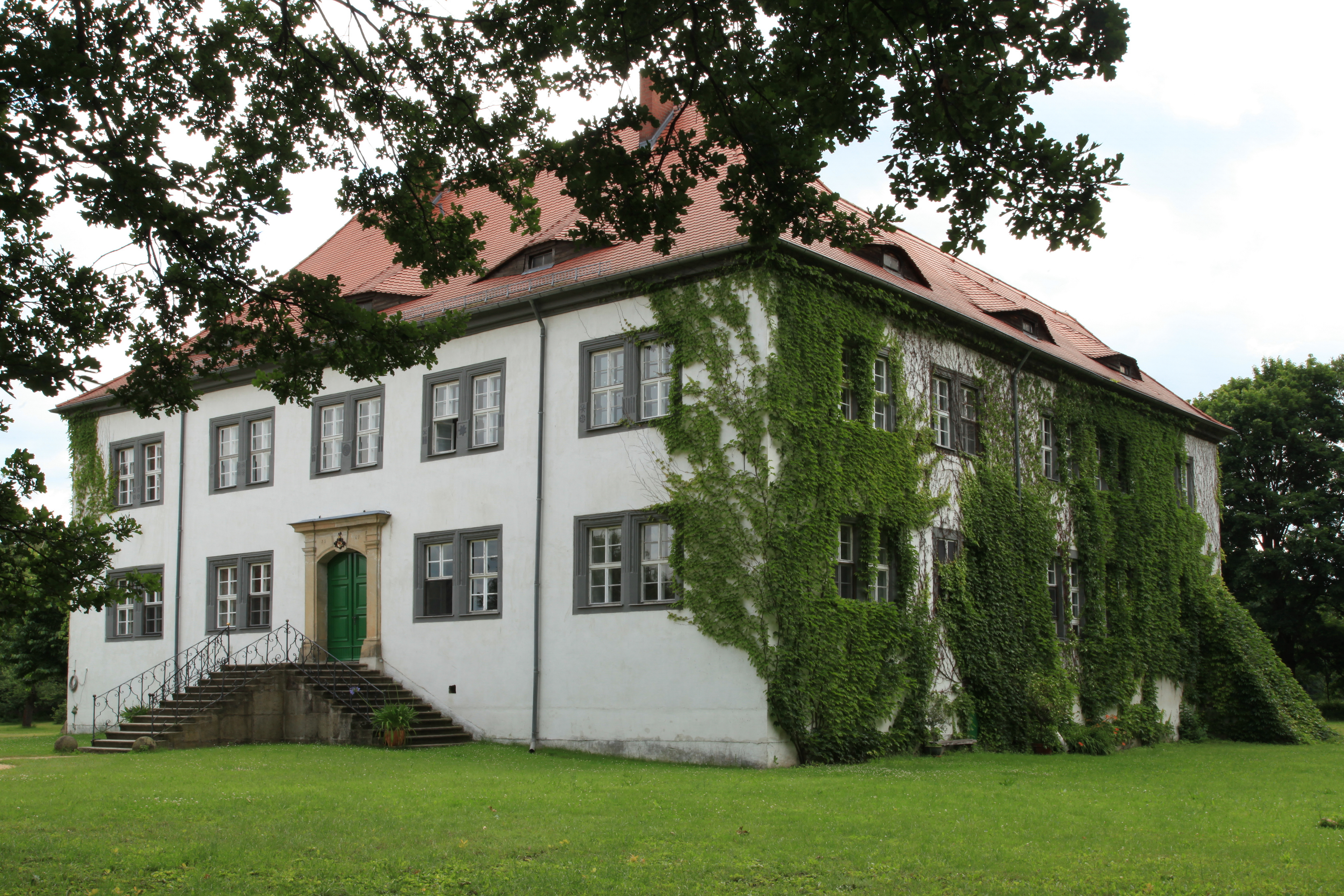
Schloss Spreewiese, Oberlausitz
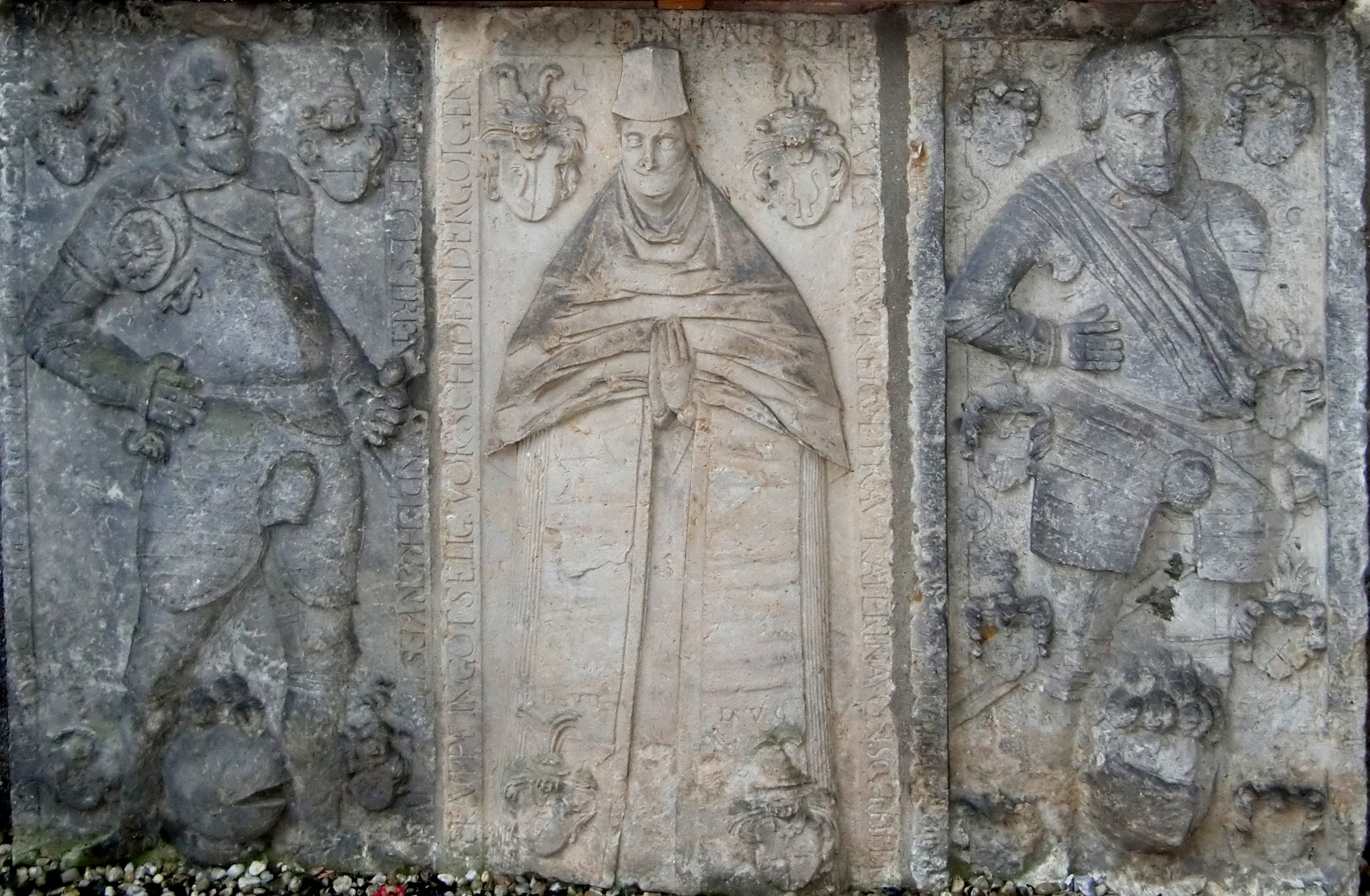
Grabmäler Gersdorf zu Kauppa, 17. Jh.
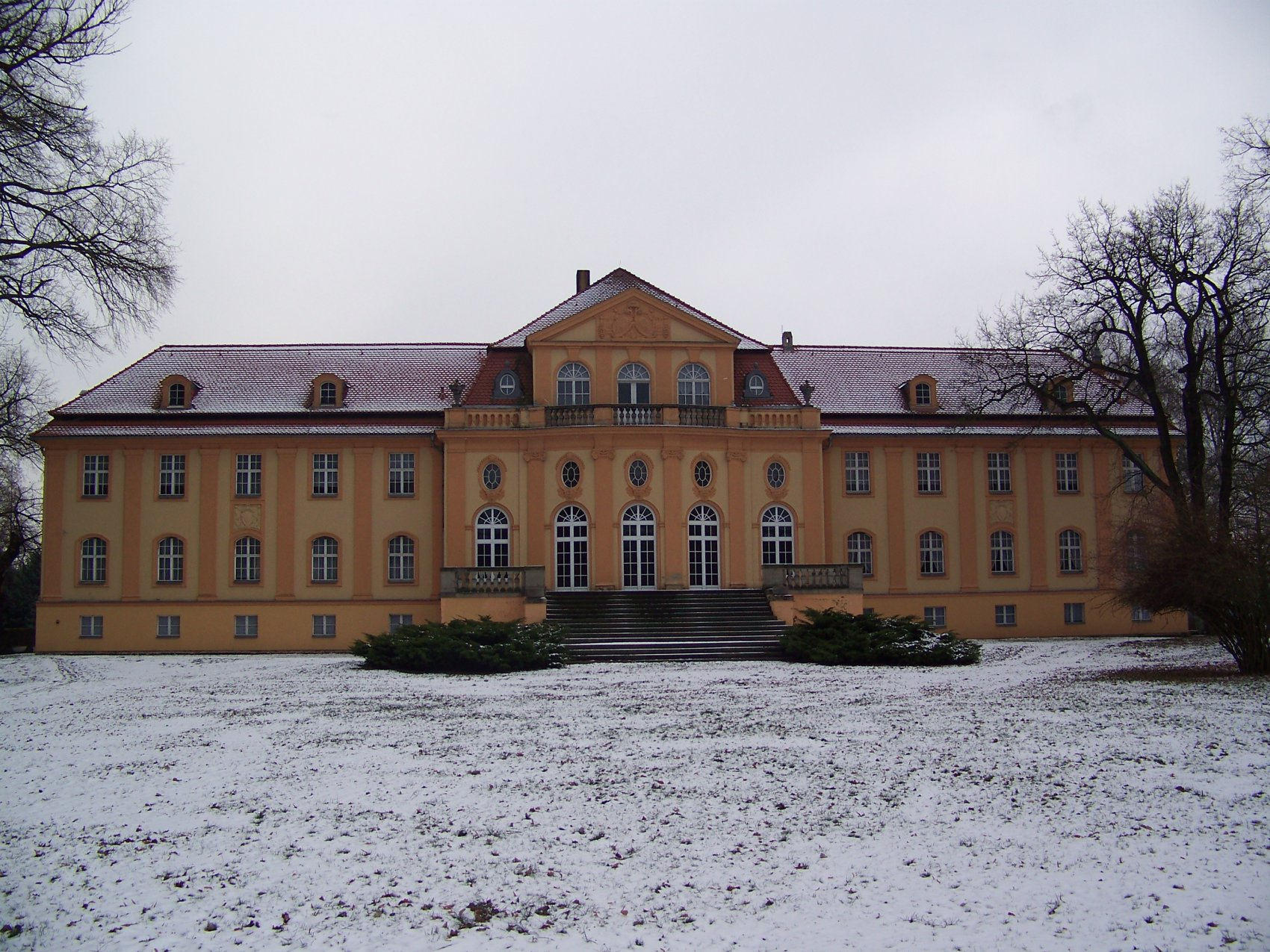
Schloss Lipsa, 1831–1890 in Gersdorffschem Besitz

## Persönlichkeiten
- Heinrich von Gersdorff († 1557), Rat und Oberhauptmann des Erzgebirgischen Kreises
- Brüder Ulrich von Gersdorf (Tauchritz-Leuba) († 1576) und Hans von Gersdorf (Tauchritz-Leuba) (ca. 1547–1577) starben kinderlos, wodurch die Grundherrschaft Leuba an die Linie Tauchritz fiel[6]
- Heinrich Otto von Gersdorff († 1617), Landsyndikus und Landrichter der Niederlausitz und Besitzer der Pfandherrschaft Dobrilugk
- Hans Abraham von Gersdorff (1609–1678), kursächsischer Oberst der Kavallerie und Kriegskommissar

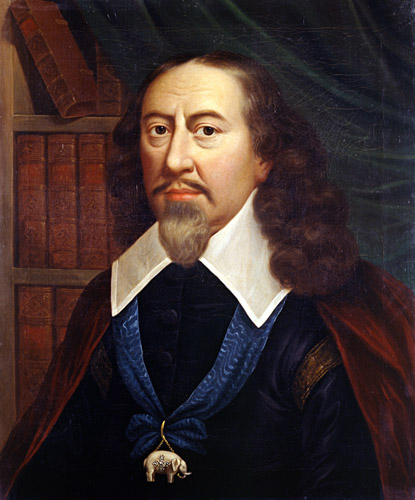
Joachim von Gersdorff

- Joachim von Gersdorff (1611–1661), Reichshofmeister[7] von Dänemark (1650–1660), verhandelte den Frieden von Roskilde
- Anna Magdalena von Gersdorff, Gemahlin des Hans von Raußendorf, Grundherr des Dorfes Spremberg in der Oberlausitz seit 1617, († 1632), Rittergutsbesitzerin von Nieder-Spremberg (1619–1632), heute Stadt Neusalza-Spremberg
- Nikolaus von Gersdorff (1629–1702), Oberkämmerer, Geheimer Ratsdirektor, Diplomat und Landvogt der Oberlausitz, seit 1672 Reichsfreiherr, Herr auf Baruth, Berthelsdorf, Breitlingen, Bretnig, Buchwalde, Hauswalde, Hennersdorf, Heuscheune, Kemnitz, Kreckwitz und Rackel
- Hans von Gersdorff (1630–1692), Herr auf Weicha bei Bautzen, Privatgelehrter
- Georg Ernst von Gersdorff (1640–1713), Leibgarde des Prinzen von Oranien
- Henriette Catharina von Gersdorff (1648–1726), bekannt als religiöse Lyrikerin, Förderin von Reformbewegungen in der evangelischen Kirche sowie Förderin Herrnhuts
- Frederik von Gersdorff (1651–1724), dänischer Generalleutnant
- David Gottlob von Gersdorf (1658–1732), Regimentschef des 18. Infanterieregiments, preußischer Generalleutnant, Ritter des Schwarzen Adlerordens und Gouverneur der Zitadelle Spandau
- Lucretia Hedwig von Gersdorff (1664–1701), geb. von Salza, verw. von Nostitz, Grund- und Gerichtsherrin sowie Kirchenpatronin der kursächsischen Exulantenstadt Neu-Salza von 1682 bis 1698, Gemahlin von Christoph Siegismund von Gersdorff
- Christoph Friedrich Graf und Herr von Gersdorff auf Klix und Commerau, (geb. 15. Juli 1666, † 16. Oktober 1725), Geheimer Rat und Vizeoberhofrichter in Leipzig.
- Georg Ernst II. von Gersdorff (1676–1743), Kammerjunker, Kammerherr und Amtshauptmann des Markgraftums Oberlausitz. Restaurator der St. Annenkirche in Reichenbach, sowie Gründer der darin befindlichen Kirchenbibliothek
- Karl Gottlob Friedrich von Gersdorff (* ?; † 1751), Direktor des Geheimen Ratskollegiums und 1745 erster Graf von Gersdorff. Sohn von Nikolaus Gersdorff und Katharina Henriette, geb. Freiin von Friesen
- Friedrich Caspar Graf von Gersdorff (1699–1751), sächsischer Geheimrat, seit 1731 Oberamtshauptmann der Oberlausitz, als Freund Zinzendorfs auch missionarisch bei den Wenden tätig[8]
- Carl August von Gersdorff (1705–1787), kurfürstlich-sächsischer Kabinetts- und Kriegsminister, General der Infanterie und Chef des Ingenieurkorps
- Nikolaus Willibald von Gersdorff (1713–1765), Grundherr, sächsisch-polnischer Gesandter, Wirklicher Geheimer Rat und Konferenzminister
- Ernst Ludwig Gottlob von Gersdorff (1732–1789), kurfürstlich-sächsischer Kreis- und Amtshauptmann, bestallter Kondirektor des Hochstift Naumburgs

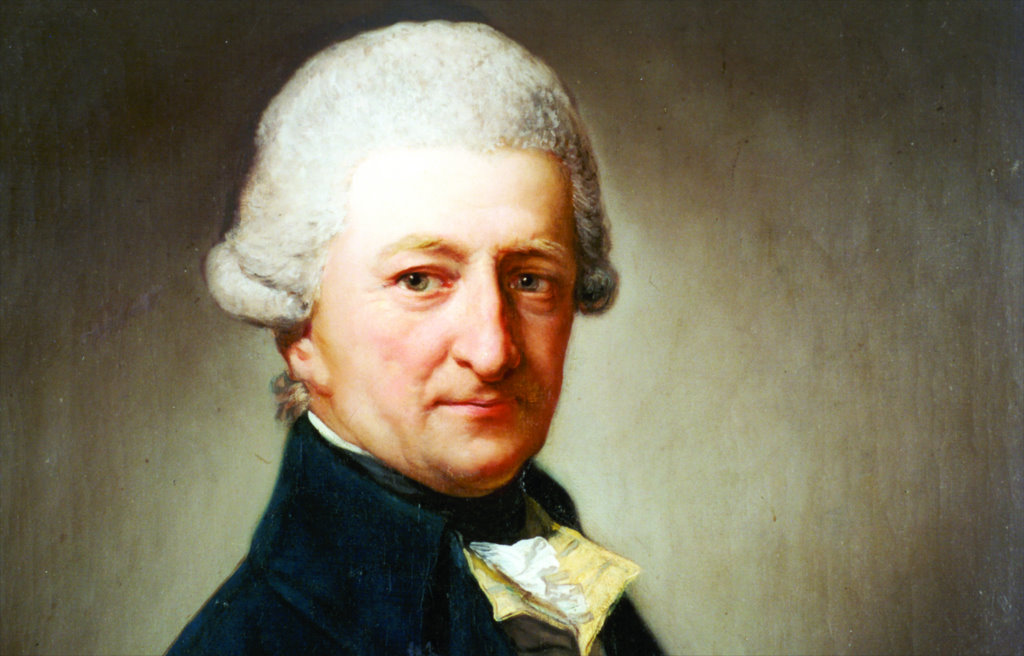
Adolf Traugott von Gersdorff

- Adolf Traugott von Gersdorff (1744–1807), Gelehrter, Mineraliensammler, Sozialreformer, Mitbegründer der Oberlausitzischen Gesellschaft der Wissenschaften, seit 1756 Herr auf Meffersdorf und Schwerta
- Karl von Gersdorff (General, 1765) (1765–1829), sächsischer Generalleutnant und Militärschriftsteller, Herr auf Neukirchen und Steinbach bei Nossen
- Wilhelmine von Gersdorff (1768–1847), Schriftstellerin

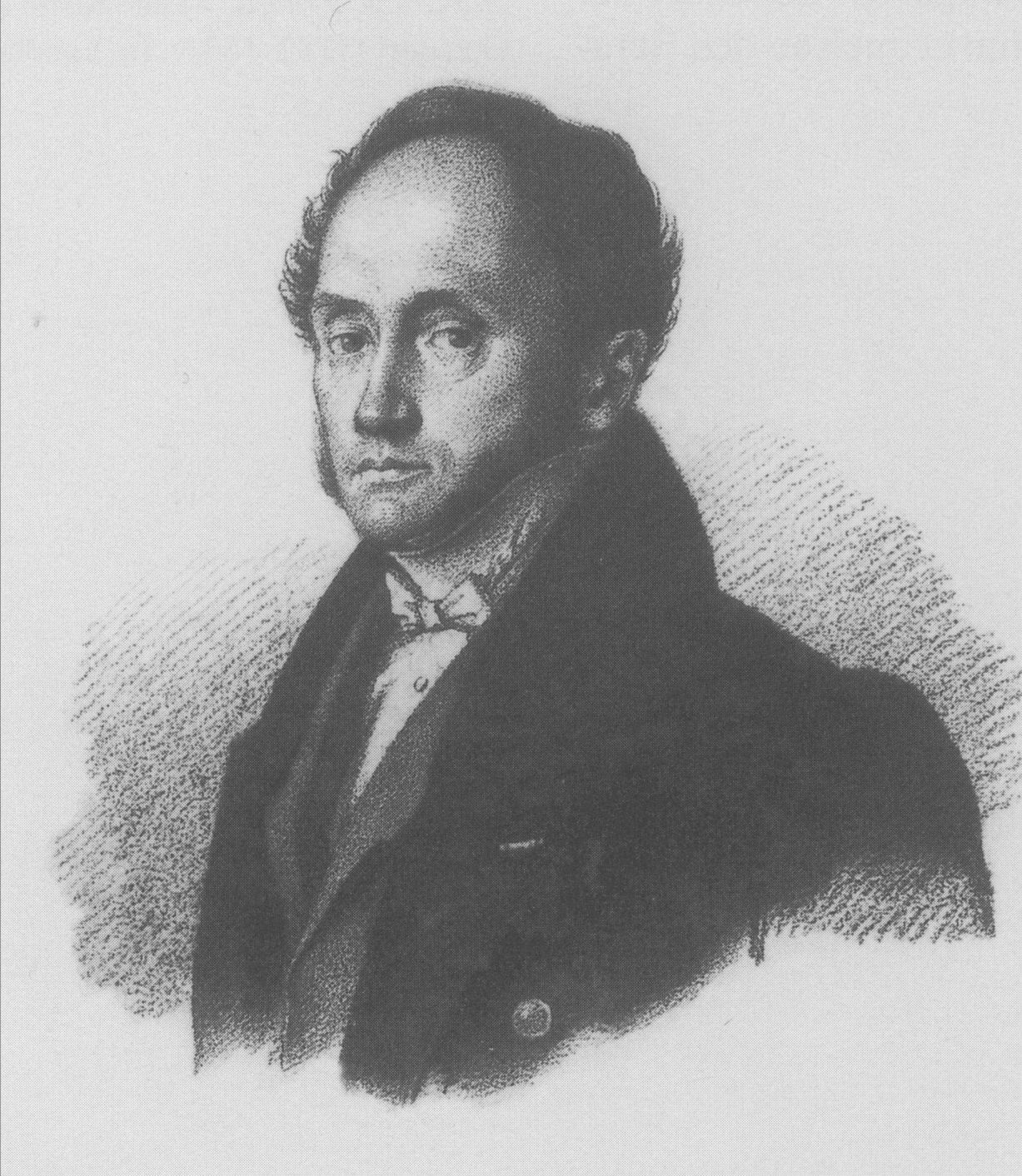
Ernst Gustav von Gersdorff

- Ernst Gustav von Gersdorf (1780–1843), Rittergutbesitzer, Jurist und Politiker, erster Präsident der I. Kammer des Sächsischen Landtags
- Johann Rudolf Ritter von Gersdorff (1781–1849), Bergbaufachmann und Unternehmer. Nach ihm wurde aufgrund seiner wissenschaftlichen Leistungen das Mineral Arsennickelglanz „Gersdorffit“ benannt.[9]

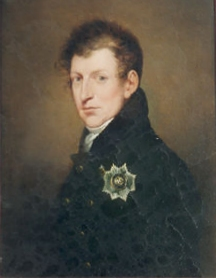
Ernst Christian August von Gersdorff

- Ernst Christian August von Gersdorff (1781–1852), Staatsminister Sachsen-Weimar-Eisenachs (1819–1848), vertrat das Land auf dem Wiener Kongress, wo er Gebietsvergrößerungen und Großherzogswürde aushandelte, Mitinitiator einer Verfassung, die auch Pressefreiheit gewährleisten sollte

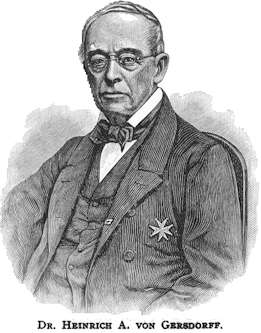
Heinrich August von Gersdorff

- Heinrich August von Gersdorff (1793–1870), Richter und Homöopath
- Carl Ernst Rudolf von Gersdorff (1803–1876), Abgeordneter in der Frankfurter Nationalversammlung
- Georg Rudolf von Gersdorff (1804–1894), sächsischer Oberhofmarschall
- Louis von Gersdorff (1807–1880), preußischer Generalleutnant

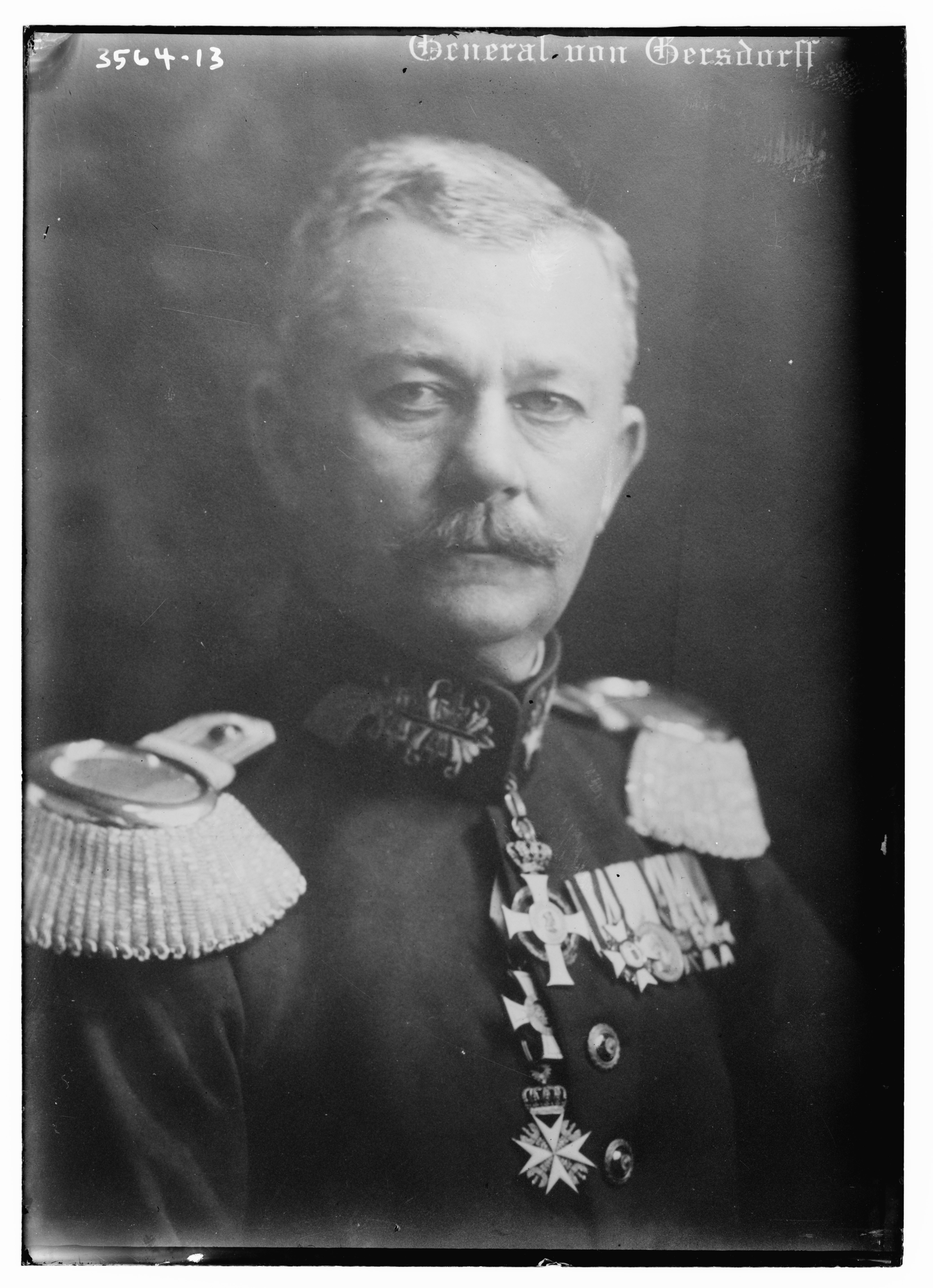
Hermann von Gersdorff

- Hermann von Gersdorff (1809–1870), preußischer Generalleutnant
- Paul Max von Gersdorff (1814–1872), Landrat im Kreis Beeskow-Storkow
- Wolf Emil von Gersdorff (1817–1885), Landschaftsdirektor, Geheimer Regierungsrat und Landrat
- Ernst Bruno von Gersdorff (Bruno de Gerstorff, 1820–1883), deutsch-amerikanischer Arzt
- Friedrich von Gersdorff (1837–1920), preußischer Generalleutnant

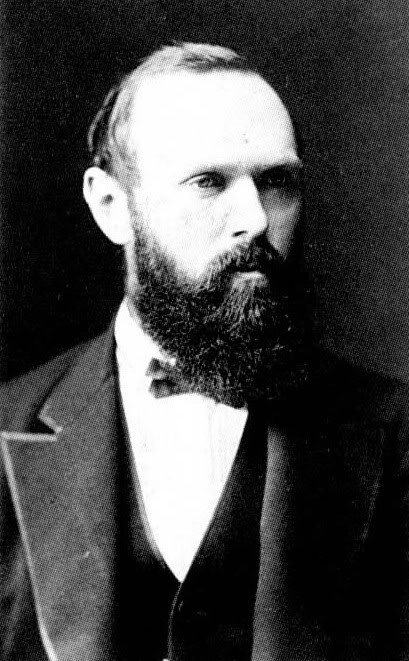
Carl von Gersdorff

- Carl von Gersdorff (1844–1904) war ein lebenslanger Freund Friedrich Nietzsches (umfangreicher Briefwechsel)
- Edwin von Gersdorff (1846–1920), Landrat des Kreises Beeskow-Storkow[10]
- Hans von Gersdorff (1847–1929), preußischer Generalmajor
- Walter von Gersdorff (1848–1929), preußischer Generalleutnant

Wigand von Gersdorff

- Wigand von Gersdorff (1851–1920), preußischer Generalleutnant
- Egon von Gersdorff (1854–1917), sächsischer Generalleutnant; Militärgouverneur von Czenstochau
- Ada von Gersdorff (Ada von Knobloch, Ada von Maltzahn, Pseudonym: Harry von Gersdorff; 1854–1922), Schriftstellerin
- Claire (Clara Johanna Caroline) von Gersdorff (1858–1927), von 1881 bis 1918 Hofstaatsdame der späteren Kaiserin Auguste Victoria, ab 1888 Stiftsdame im Stift Wallenstein in Fulda
- Kurt von Gersdorff (1858–1916), deutscher Verwaltungsbeamter und Landrat von Wittgenstein
- Georg von Gersdorff (1859–1917), sächsischer Generalleutnant
- Hans Otto von Gersdorff (1864–1908), Mitglied des Deutschen Reichstags
- Ernst von Gersdorff (General) (1864–1926), deutscher Generalmajor
- Wolf von Gersdorff (1867–1949), Königlicher Kammerherr, Regierungspräsident in Merseburg (1910–1922), Ehrendoktor der Universität Halle-Wittenberg
- Ernst Freiherr von Gersdorff (1878–1916), Hauptmann und Kommandeur des Kaghol 1 (Kampfgeschwader der Obersten Heeresleitung), als Kampfflieger abgeschossen über Novéant-sur-Moselle am 19. Juni 1916.
- Hans-Henning von Gersdorff (1886–1965), Oberst, Ritterschaftsrat, auf Cunersdorf (Landkreis Beeskow-Storkow), RR Johanniterorden, Senior des Geschlechtsverbandes, Autor,[11] letzter Adjutant des GFM Mackensen
- Gero von Gersdorff (1892–1967), Generalmajor
- Curt-Ulrich von Gersdorff (1902–1968), Generalmajor a. D.
- Ernst-Carl Freiherr von Gersdorff (1902–1977), Rechtsanwalt und Notar, Generalbevollmächtigter des vormals regierenden Preußischen Königshauses

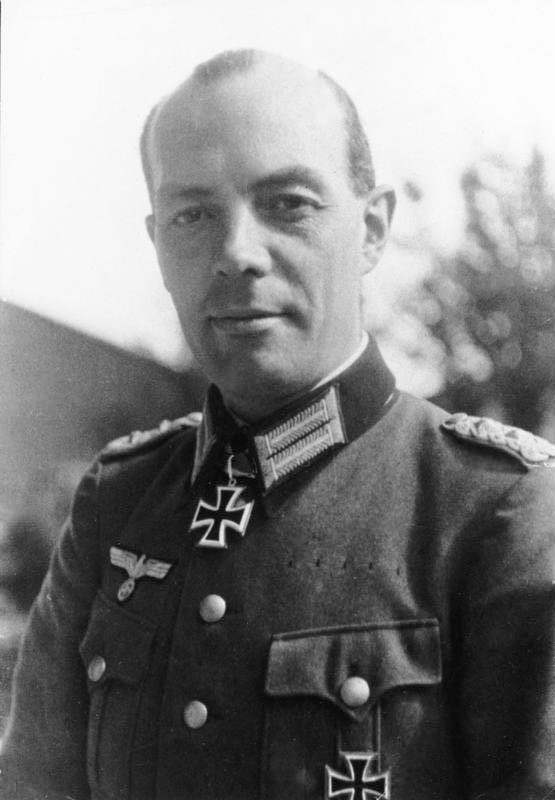
Rudolf-Christoph von Gersdorff

- Rudolf-Christoph Freiherr von Gersdorff (1905–1980), deutscher Generalmajor, im Widerstand gegen den Nationalsozialismus an Attentaten auf Adolf Hitler beteiligt
- Edelgard Huber-von Gersdorff (1905–2018), deutsche Altersrekordlerin
- Ursula von Gersdorff (1910–1983), deutsche Militärhistorikerin
- Dagmar von Gersdorff (* 1938), Schriftstellerin
- Matthias von Gersdorff (* 1964), Publizist

## Wappen
Blasonierung: Das Stammwappen derer von Gersdorff zeigt den Wappenschild geteilt, oben Rot und unten von Schwarz und Silber gespalten; auf dem Helm mit rechts rot-silbernen und links schwarz-silbernen Decken sitzt ein silbern und schwarz gestulpter roter Turnierhut, der mit sechs Hahnenfedern (drei silber, drei schwarz) bestückt ist.
Die fränkischen Herren von Parsberg führten ein ähnliches Wappen, es wird vom Familienverband vertreten, dass eine Stammesgemeinschaft möglich erscheine.
Reichenbach/O.L., ein früher Stammsitz des Geschlechts, führt bis heute das Gersdorffsche Wappen als Stadtwappen. Auch die Gemeinde Kodersdorf führt ein abgeleitetes Wappen.

Stammwappen der Familie von Gersdorff ohne Wappenzierde, moderne Form
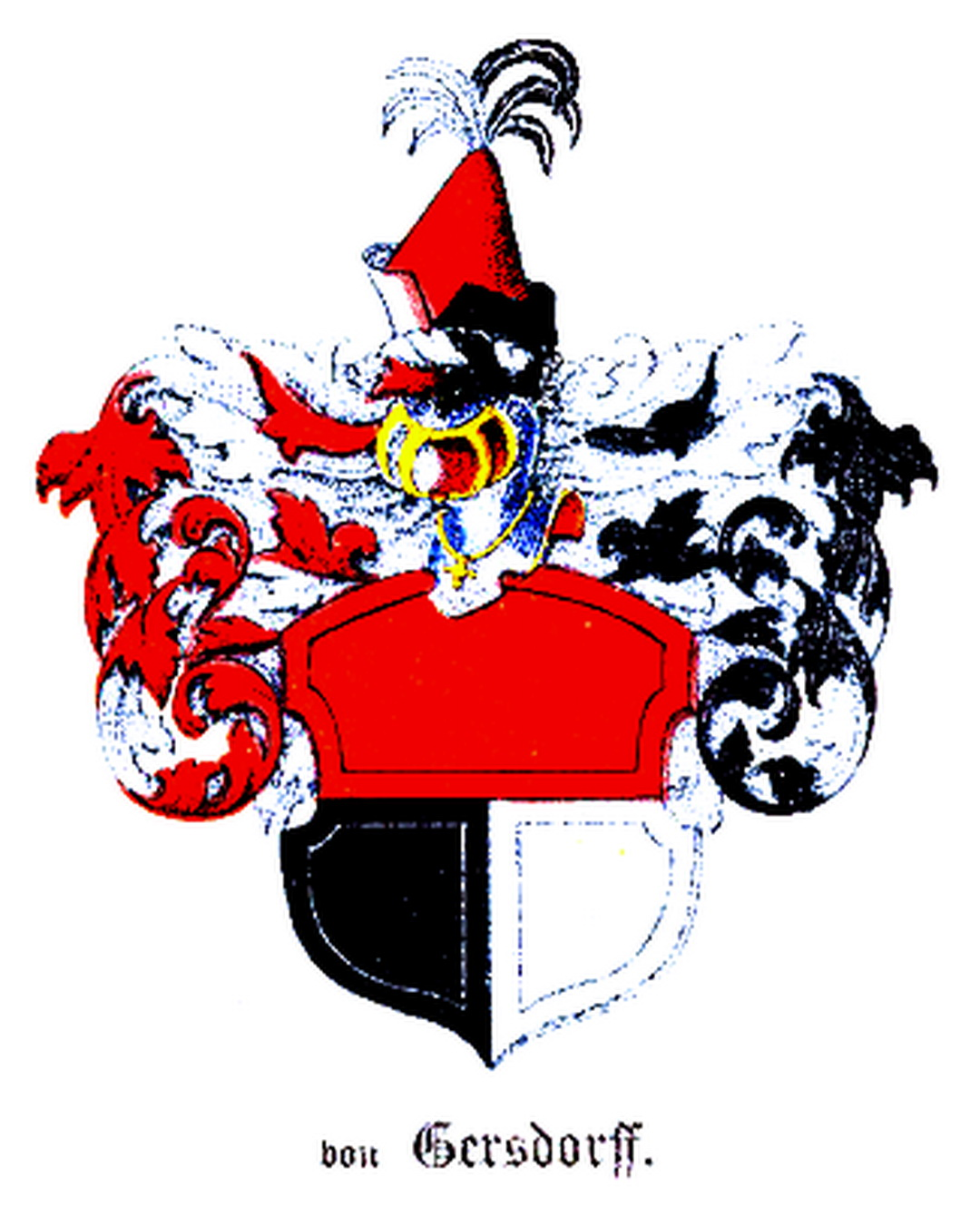
Wappen der Ritter von Gersdorff nach dem Baltischen Wappenbuch, 1882
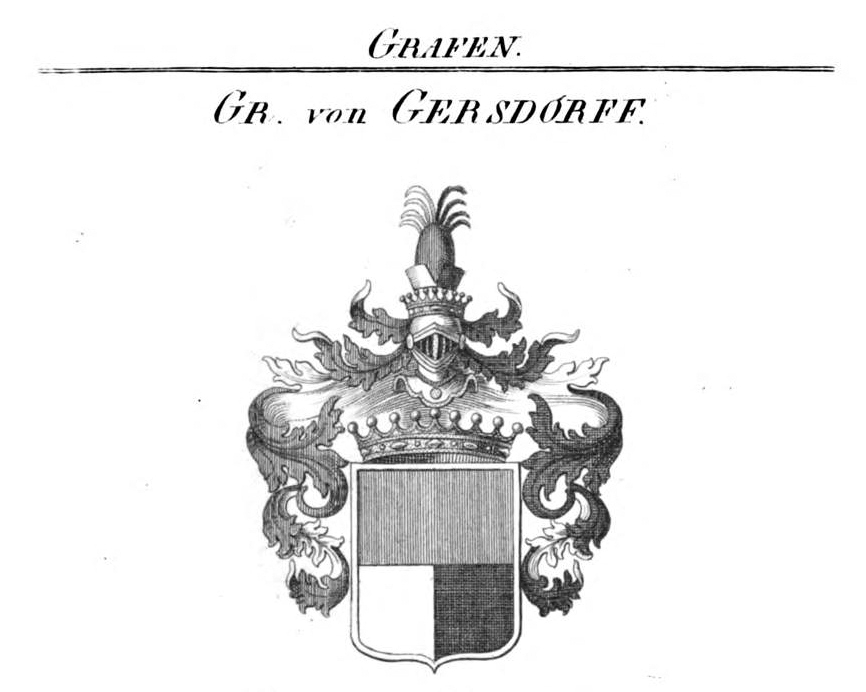
Wappen der Grafen von Gersdorff mit Zierde nach dem Wappenbuch J. A. Tyroffs
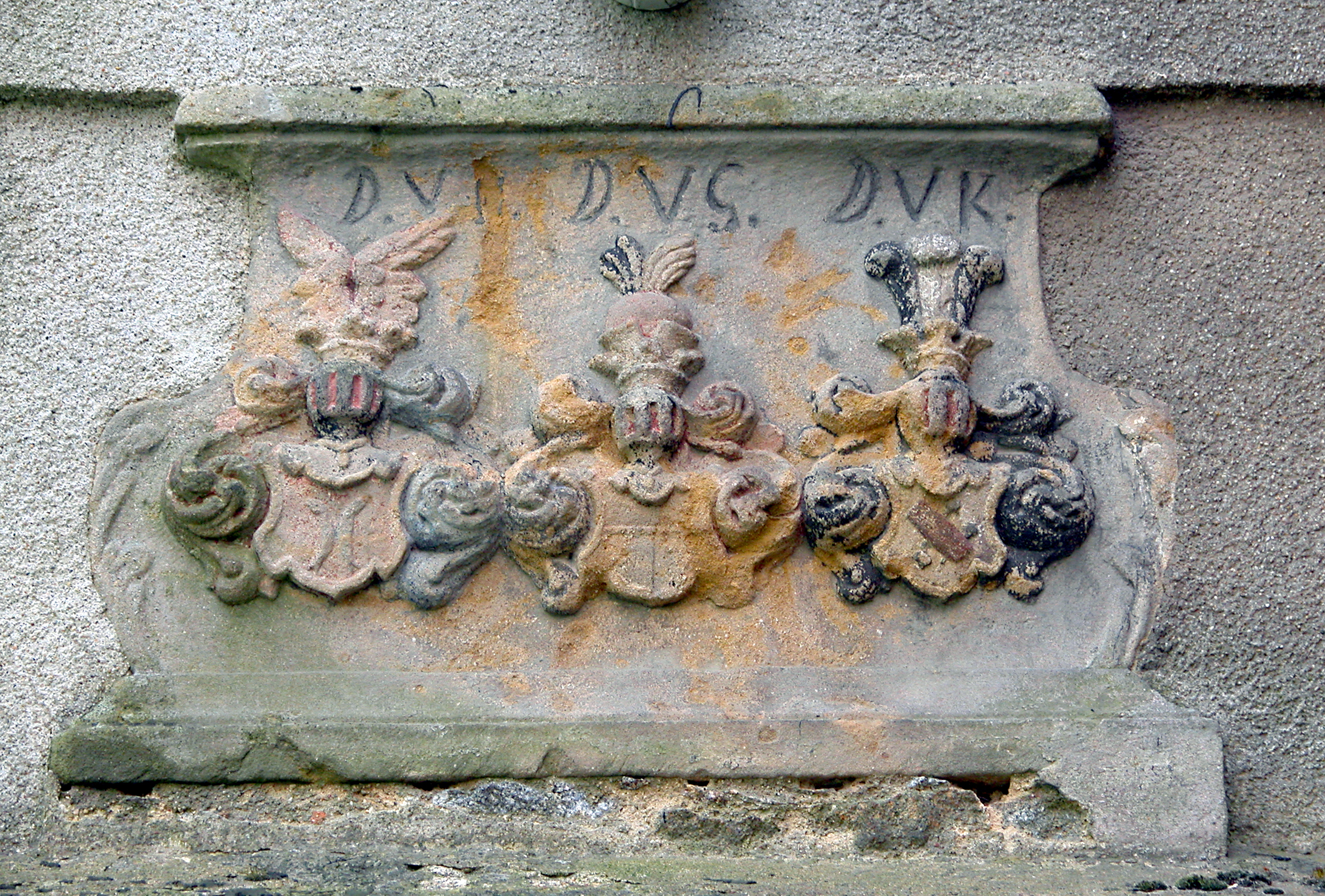
Wappen der Familie von Gersdorff (Mitte) auf einer Supraporte von Schloss Bellwitz